# Lovetch (oblast)
Pour la ville, voir Lovetch.
L'oblast de Lovetch est l'un des 28 oblasti (« province », « région », « district ») de Bulgarie. Son chef-lieu est la ville de Lovetch.

## Géographie

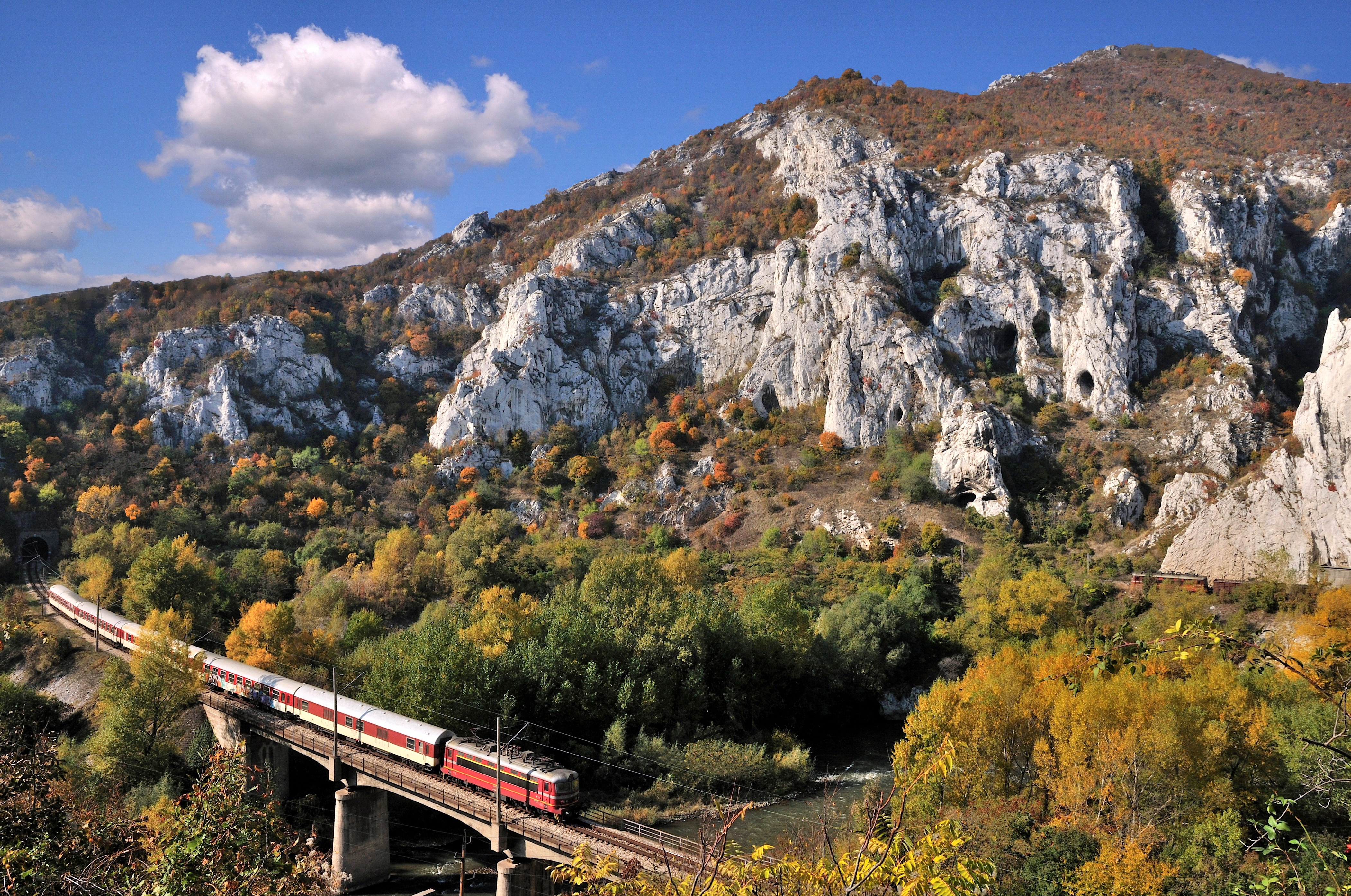
Gorges d'Iskar

La superficie de l'oblast est de 4 128,8 km2.

## Démographie
Lors d'un recensement récent, la population s'élevait à 167 931 hab., soit une densité de population de 40,67 hab./km2.

## Administration

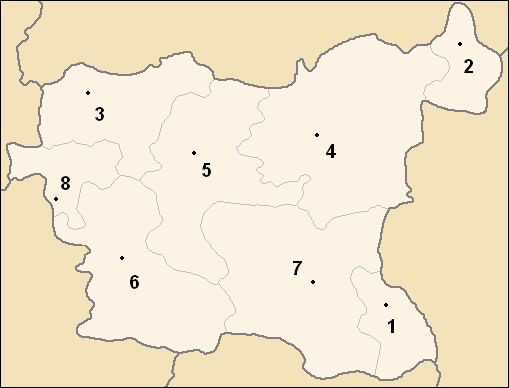
Carte des obchtini de l'oblast de Lovetch

L'oblast est administré par un « gouverneur régional » (en bulgare Областен управител) ·dont le rôle est plus ou moins comparable à celui d'un préfet de département en France. La gouverneure actuelle est Souraï Moustafa Velieva (en bulgare : Сурай Мустафа Велиева).

## Subdivisions
L'oblast regroupe 8 municipalités (en bulgare, община – obchtina – au singulier, Общини – obchtini – au pluriel), au sein desquelles chaque ville et village conserve une personnalité propre, même si une intercommunalité semble avoir existé dès le milieu du XIXe siècle :
1. : Apriltsi (Априлци) ·2. : Letnitsa (Летница),
3. : Loukovit (Луковит) ·4. : Lovetch (Ловеч),
5. : Ougartchin ( Угърчин) ·6. : Teteven (Тетевен),
7. : Troyan (Троян) ·8. : Yablanitsa ( Ябланица).

## Liste détaillée des localités
Les noms de localités en caractères gras ont le statut de ville (en bulgare : град, translittéré en grad). Les autres localités ont le statut de village (en bulgare : село translittéré en selo).
Les noms de localités s'efforcent de suivre, dans la translittération en alphabet latin, la typographie utilisée par la nomenclature bulgare en alphabet cyrillique, notamment en ce qui concerne l'emploi des majuscules (certains noms de localités, visiblement formés à partir d'adjectifs et/ou de noms communs, ne prennent qu'une majuscule) ou encore les espaces et traits d'union (ces derniers étant rares sans être inusités). Chaque nom translittéré est suivi, entre parenthèses, du nom bulgare original en alphabet cyrillique.

### Apriltsi (obchtina)
L'obchtina d'Apriltsi groupe une ville, Apriltsi, et 6 villages :
Apriltsi (Априлци) ·
Djokari (Джокари) ·
Drachkova polyana (Драшкова поляна) ·
Matchkovtsi (Мачковци) ·
Skandaloto (Скандалото) ·
Tchernevoto (Черневото) ·
Veltchevo (Велчево)

### Letnitsa (obchtina)
L'obchtina de Letnitsa groupe une ville, Letnitsa, et 3 villages :
Gorsko Slivovo (Горско Сливово) ·
Karpachevo (Кърпачево) ·
Krouchouna (Крушуна) ·
Letnitsa (Летница)

### Loukovit (obchtina)
L'obchtina de Loukovit groupe une ville, Loukovit, et 11 villages :
Aglen (Ъглен) ·
Bejanovo (Бежаново) ·
Belentsi (Беленци) ·
Daben (Дъбен) ·
Dermantsi (Дерманци) ·
Karloukovo (Карлуково) ·
Lukovit (Луковит) ·
Pechterna (Пещерна) ·
Petrevene (Петревене) ·
Roumyantsevo (Румянцево) ·
Todoritchene (Тодоричене) ·
Toros (Торос)

### Lovetch (obchtina)
L'obchtina de Lovetch groupe une ville, Lovetch, et 34 villages :
Ablanitsa (Абланица) ·
Aleksandrovo (Александрово) ·
Bakhovitsa (Баховица) ·
Balgarene (Българене) ·
Brestovo (Брестово) ·
Dabrava (Дъбрава) ·
Devetaki (Деветаки) ·
Doïrentsi (Дойренци) ·
Drenov (Дренов) ·
Goran (Горан) ·
Gorno Pavlikene (Горно Павликене) ·
Gostinya (Гостиня) ·
Ïoglav (Йоглав) ·
Izvortche (Изворче) ·
Kakrina (Къкрина) ·
Kazatchevo (Казачево) ·
Khlevene (Хлевене) ·
Lechnitsa (Лешница) ·
Lisets (Лисец) ·
Lovetch (Ловеч) ·
Malinovo (Малиново) ·
Oumarevtsi (Умаревци) ·
Prelom (Прелом) ·
Presyaka (Пресяка) ·
Radyouvene (Радювене) ·
Skobelevo (Скобелево) ·
Slatina (Слатина) ·
Slavyani (Славяни) ·
Slivek (Сливек) ·
Smotchan (Смочан) ·
Sokolovo (Соколово) ·
Stefanovo (Стефаново) ·
Tchavdartsi (Чавдарци) ·
Tepava (Тепава) ·
Vladiniya (Владиня)

### Ougartchin (obchtina)
L'obchtina d'Ougartchin groupe une ville, Ougartchin, et 12 villages :
Dragana (Драгана) ·
Golets (Голец) ·
Kalenik (Каленик) ·
Katounets (Катунец) ·
Kirkova makhala (Киркова махала) ·
Kirtchevo (Кирчево) ·
Lesidren (Лесидрен) ·
Mikre (Микре) ·
Orlyane (Орляне) ·
Ougartchin (Угърчин) ·
Slavchtitsa (Славщица) ·
Sopot (Сопот) ·
Vasilkovska makhala (Василковска махала)

### Teteven (obchtina)
L'obchtina de Teteven groupe une ville, Teteven, et 25 villages :
Asen (Асен) ·
Babintsi (Бабинци) ·
Balgarski izvor (Български извор) ·
Brezovo (Брезово) ·
Dalga livada (Дълга ливада) ·
Divtchovoto (Дивчовото) ·
Galata (Галата) ·
Glogovo (Глогово) ·
Glojene (Гложене) ·
Golyam izvor (Голям извор) ·
Golyamo osoe (Голямо осое) ·
Gornoto selo (Горното село) ·
Gorounyovo (Горуньово) ·
Gradejnitsa (Градежница) ·
Krakojabene (Кръкожабене) ·
Krivina (Кривина) ·
Lozeto (Лозето) ·
Malka Jelyazna (Малка Желязна) ·
Orecha (Ореша) ·
Ravna (Равна) ·
Ribaritsa (Рибарица) ·
Tcherni Vit (Черни Вит) ·
Teteven (Тетевен) ·
Topilichta (Топилища) ·
Vasilyovo (Васильово) ·
Zorenishki dol (Зоренишки дол)

### Troyan (obchtina)
L'obchtina de Troyan groupe une ville, Troyan, et 37 villages :
Baba Stana (Баба Стана) ·
Balabansko (Балабанско) ·
Balkanets (Балканец) ·
Beli Osam (Бели Осъм) ·
Belich (Белиш) ·
Borima (Борима) ·
Chipkovo (Шипково) ·
Dalbok dol (Дълбок дол) ·
Debnevo (Дебнево) ·
Dobrodan (Добродан) ·
Dolna Margatina (Долна Маргатина) ·
Dryanska (Дрянска) ·
Gabarska (Габърска) ·
Golyama Jelyazna (Голяма Желязна) ·
Goumochtnik (Гумощник) ·
Gorno Trape (Горно Трапе) ·
Ivanchnitsa (Иваншница) ·
Jeravitsa (Жеравица) ·
Jidov dol (Жидов дол) ·
Kaltchevska (Калчевска) ·
Kaleïtsa (Калейца) ·
Lakarevo (Лакарево) ·
Lechko presoi (Лешко пресои) ·
Lomets (Ломец) ·
Milentcha (Миленча) ·
Orechak (Орешак) ·
Patrechko (Патрешко) ·
Radoevskoto (Радоевското) ·
Raïkovska (Райковска) ·
Seltse (Селце) ·
Staro selo (Старо село) ·
Stoïnovskoto (Стойновското) ·
Strougat (Стругът) ·
Tcherni Osam (Черни Осъм) ·
Tchiflik (Чифлик) ·
Terziïsko (Терзийско) ·
Troyan (Троян) ·
Vrabevo (Врабево)

### Yablanitsa (obchtina)
L'obchtina de Yablanitsa groupe une ville, Yablanitsa, et 14 villages :
Batoultsi (Батулци) ·
Brestnitsa (Брестница) ·
Dabravata (Дъбравата) ·
Dobrevtsi (Добревци) ·
Dragoitsa (Драгоица) ·
Golyama Brestnitsa (Голяма Брестница) ·
Malŭk Izvor (Малък извор) ·
Miriovets (Мириовец) ·
Michkarete (Мишкарете) ·
Nanovitsa (Нановица) ·
Orechene (Орешене) ·
Prisoeto (Присоето) ·
Slatina (Слатина) ·
Yablanitsa (Ябланица) ·
Zlatna Panega (en) (Златна Панега)